# Cintura del Mozambico

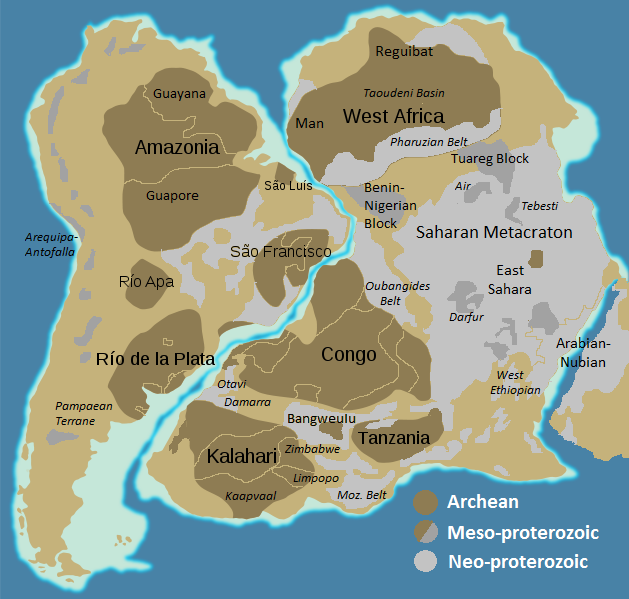
Gondwana occidentale, con i principali cratoni in marron e l'orogenesi Pan-Africana in grigio. La cintura del Mozambico si trova in basso, nella parte centrale della figura.

La cintura del Mozambico è una porzione della crosta terrestre che si estende dall'Antartide Orientale, attraversa l'Africa orientale e continua fino allo scudo arabo-nubiano. Si è formata come sutura geologica tra le placche nel corso dell'orogenesi Pan-Africana, quando si formò la Gondwana.
La cintura del Mozambico include componenti creatisi durante l'apertura dell'antico oceano Mozambico, mentre altri componenti risalgono invece alla sua successiva richiusura.

## Estensione
La porzione occidentale della cintura del Mozambico è composta perlopiù da gneiss ad alto contenuto di anfibolite, rocce rilavorate appartenenti al cratone della Tanzania e alla cintura Usagaran, messe in posto tra 2,970 e 2,648 miliardi di anni fa. La porzione orientale invece ha rocce di arco vulcanico più giovani, con età che vanno da 841 a 632 milioni di anni fa.
Entrambi i terrane includono rocce metasedimentarie del Neoproterozoico.
Le differenze possono indicare origini in due bacini differenti, con le rocce del bacino orientale spinte al di sopra di quelle del bacino occidentale durante la chiusura dell'oceano Mozambico tra 585 e 550 milioni di anni fa.

## Formazione
Alcuni geologi ritengono che l'oceano Mozambico si sia formato nel corso della frammentazione del supercontinente Rodinia tra 800 e 700 milioni di anni fa, accompagnato da una intensa attività vulcanica. Magmatismo di questo periodo è presente in Africa orientale e Madagascar, ma non nella cintura del Mozambico. L'oceano probabilmente separava il cratone del Kalahari dalla combinazione del cratone del Congo con quello della Tanzania e separava il blocco Madagascar-India dal blocco Congo-Tanzania.
L'oceano cominciò a chiudersi tra Madagascar-India e Congo-Tanzania tra 700 e 580 milioni di anni fa, con la chiusura completatasi tra 600 e 500 milioni di anni fa.
Le rocce esposte in Kenya e Tanzania includono sedimenti di rift e metasedimenti di margine passivo risalenti al margine continentale del Neoproterozoico. Includono inoltre materiale di crosta più antica proveniente dalla modificazione del cratone della Tanzania.
Si era anche pensato che la cintura avesse causato la collisione tra la porzione orientale e quella occidentale della Gondwana, ma secondo teorie più recenti la Gondwana si formò durante un periodo esteso di tempo come accrezione di terrane indipendenti.
Le rocce della cintura del Mozambico si formarono per un'attività magmatica che fluì al di sotto di altre rocce e con un periodo di permanenza nella porzione medio-bassa della crosta seguito da un raffreddamento tra 640 e 620 milioni di anni fa. Le rocce furono portate in superficie circa 500 milioni di anni fa. I livelli crostali più profondi furono sollevati dalla chiusura dell'oceano Mozambico e i residui della parte superiore della crosta furono rimossi dall'erosione.